# (273377) 2006 UP331
(273377) 2006 UP331 este un asteroid din centura principală, descoperit pe  2006 de Mount Lemmon Survey.